# Акшатоган
Акшатога́н (каз. Ақшатоған) — село у складі Коксуського району Жетисуської області Казахстану. Входить до складу Балпицького сільського округу.
У радянські часи село називалось Свеклосовхоз.
Населення — 838 осіб (2021; 832 у 2009, 864 у 1999).